# Ojtoz
Ojtoztelep (másképpen Ojtoz, románul Oituz) falu Romániában, Erdélyben, Kovászna megyében. Régi német nevén Ujtos.

## Fekvése
Kézdivásárhelytől 20 km-re keletre, az Ojtozi-szoros, a Keleti-Kárpátok egyik legfontosabb hegyszorosa keleti kijáratánál az Ojtoz patak völgyében fekszik. Bereckhez tartozik, tőle 7 km-re keletre van. Brassótól 75 km-re északkeletre van.
A falu két részből áll: a főút menti lakóházakból és középületekből, valamint a keletre benyúló völgybe épült fűrésztelepből és szolgálati lakásokból.

## Története
Itt volt egykor a vám és a veszteglőintézet, melyeket a 19. század második felében helyeztek át Sósmezőre.
1850-ben 201 lakosából 179 magyar, 7 német, 5 román volt. A trianoni békeszerződésig Háromszék vármegye Kézdi járásához tartozott.
1992-ben 399 lakosából 284 magyar és 76 román volt.
A 2002-es népszámláláskor 347 lakosa közül 253 fő (72,9%) magyar, 89 (25,6%) román, 5 fő (1,4%) pedig ismeretlen nemzetiségű volt.
2012-ben a község testvérkapcsolatba lépett a magyarországi Ellend községgel.

## Nevezetességek
- Hármashalom emlékművét magyar honvédek emelték 1942-ben. A Hatvannégy Vármegye Ifjúsági Mozgalom kézdivásárhelyi tagjai 2014. szeptember 7-én kettőskeresztet állítottak az emlékmű közepébe.[3]

## Képek

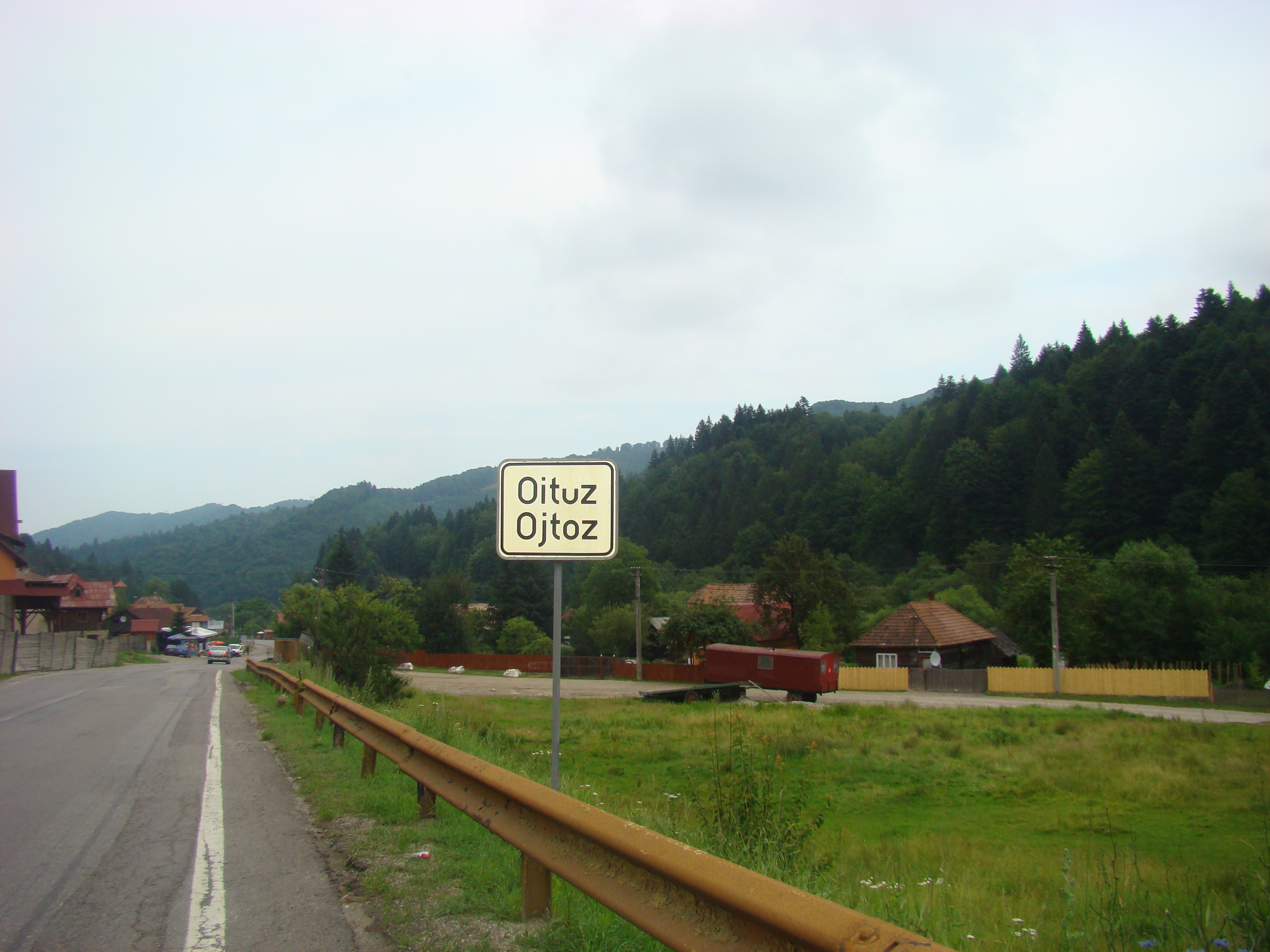
A falu határa
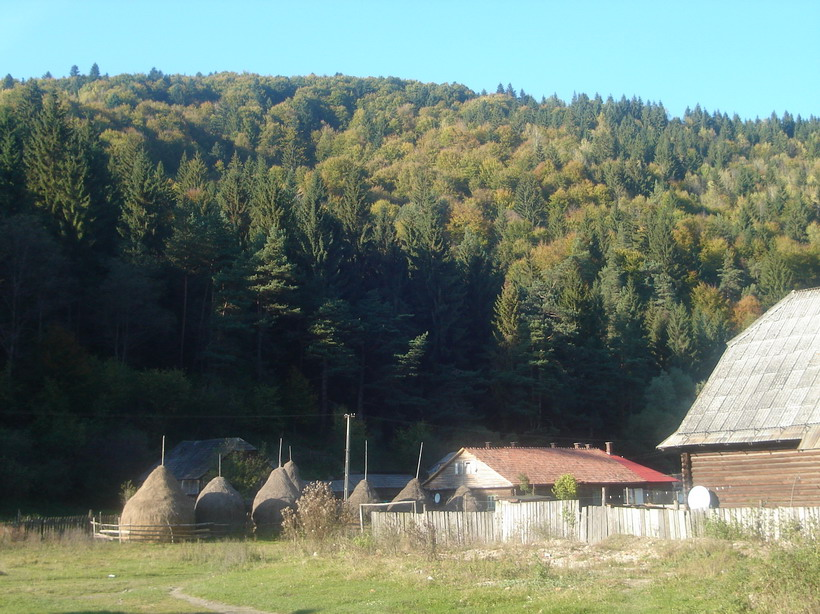
Ojtozi táj
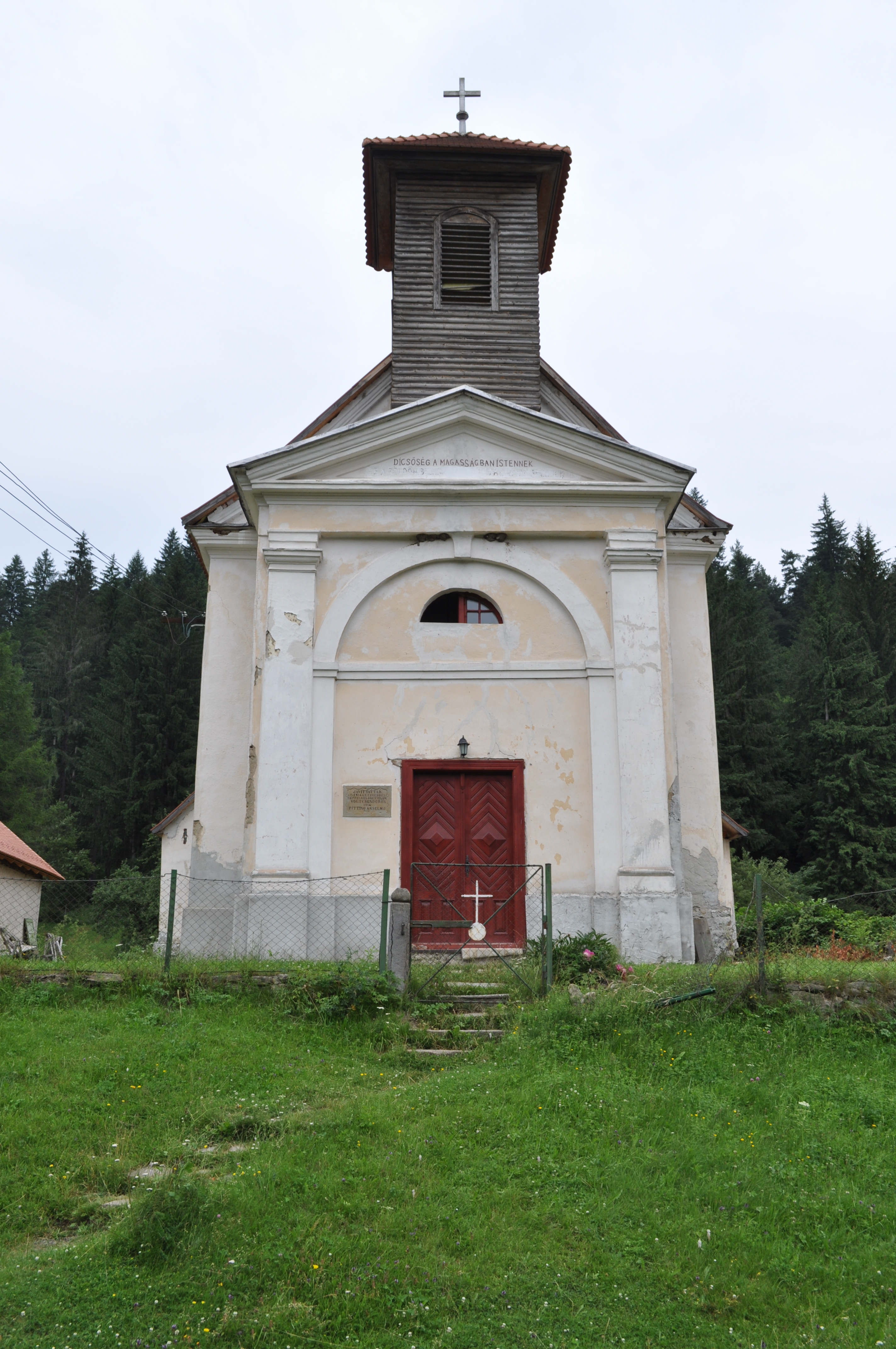
Szent Fábián és Szent Sebestyén római katolikus templom